# Poisson-chien
Umbra krameri
Espèce
Statut de conservation UICN

 VU A2c : Vulnérable
Le poisson-chien (Umbra krameri) est une espèce de poissons très rare qui habite le bassin du Danube. Supposé disparu en Autriche depuis 1975, il a été redécouvert en 1992 entre Orth et Eckartsau, en Basse-Autriche.
Il atteint en moyenne 10 centimètres (maximum 17 cm). Il préfère les eaux calmes (petits canaux d'irrigation) voire stagnantes avec une végétation dense. Il se nourrit de plancton, petits crustacés et larves d'invertébrés. C'est une espèce menacée par la suppression de son habitat, par la concurrence exercée par des espèces de poissons introduites et par la pollution.